# 箕輪三郎
箕輪 三郎（みのわ さぶろう、
天保11年〈1840年〉- 明治41年〈1908年〉5月
）は、明治時代の横浜区長。

## 経歴
相模国久良岐郡北方村（神奈川県久良岐郡本牧村、横浜市を経て現横浜市中区）に生まれる。北方村戸長となり、1873年（明治6年）吉田町の戸長を兼務する。1878年（明治11年）久良岐郡長を経て、1883年（明治16年）横浜区長に就任し、1886年（明治19年）まで務めた。その後、1886年（明治19年）から再び久良岐郡長となり、1900年（明治33年）に依願免官となった。